# Gran Mezquita de Cotabato
La Gran Mezquita de Cotabato (también llamada Sultán Haji Hassanal Bolkiah Masjid) es la mezquita más grande en el país asiático de Filipinas. La mezquita se encuentra en el Barangay de Kalanganan en la ciudad de Cotabato, y fue financiada por el sultán Hassanal Bolkiah de Brunéi Darussalam a un costo reportado de US $ 48 millones. Es la mezquita más grande en el Mindanao Musulmán.
El sultán de Brunéi, impulsó la construcción de esta mezquita con su propio dinero para según afirmó ayudar a la población musulmana emergente en el sur de Filipinas.